# Claudia Jarzebowski
Claudia Jarzebowski (* 1971) ist eine deutsche Historikerin.

## Leben
Claudia Jarzebowski wurde nach einem Studium der Geschichte und Germanistik im Jahr 2004 an der Freien Universität Berlin promoviert. 2014 erfolgte die Habilitation zum Thema „Kindheit und Emotion. Kinder und ihre Lebenswelten in der europäischen Frühen Neuzeit, 1450-1800“. Von 2012 bis 2021 war Claudia Jarzebowski als Professorin (W1) für Geschichte der Frühen Neuzeit und Historische Emotionenforschung an der Freien Universität Berlin tätig. 
Seit September 2021 lehrt sie als Professorin (W3) für Frühneuzeitliche Geschichte am Exzellenzcluster Bonn Center for Dependency and Slavery Studies an der Universität Bonn.
Ihre Forschungsschwerpunkte liegen im Bereich der Historischen Anthropologie, etwa Kindheit und Emotion, Geschlecht und Gewalt in der Frühen Neuzeit sowie der Geschichte von Abhängigkeiten und Sklaverei in der Frühen Neuzeit. In jüngerer Zeit widmet sie sich transgenerationalen Fragestellungen, unter anderem dem Aspekt, wie sich die Erfahrung sozialer Abhängigkeit in Gewaltverhältnissen über Generationen hinweg in Menschen (und Gesellschaften) einschreibt und mit welchen Konsequenzen für soziale Gemeinschaften sowie gesellschaftlichen Wandel.

## Schriften (Auswahl)

### Monographien
- Kindheit und Emotion. Kinder und ihre Lebenswelten in der europäischen Frühen Neuzeit. Berlin, De Gruyter 2018.
- Inzest. Verwandtschaft und Sexualität im 18. Jahrhundert. Köln/Weimar/Wien, Böhlau Verlag 2006.

### Herausgeberschaften
- Mit Antje Flüchter und Cornelia Aust (Hrsg.): Verglichene Körper. Normieren, Urteilen, Entrechten in der Vormoderne. Stuttgart, Franz Steiner Verlag 2022.
- Mit Hannes Ziegler und Daniela Hacke (Hrsg.): Matters of Engagement. Emotions, Identity, and Cultural Contact in the Premodern World. London und New York, Routledge 2021.
- Mit Jutta Eming (Hrsg.): Blutige Worte. Zum Verhältnis von Sprache und Gewalt in Mittelalter und Früher Neuzeit. Göttingen, V&R unipress 2008.
- Mit Claudia Ulbrich und Michaela Hohkamp (Hrsg.): Gewalt in der Frühen Neuzeit. Beiträge zur 5. Tagung der Arbeitsgemeinschaft Frühe Neuzeit im VHD (Historische Forschungen 81). Berlin, Duncker & Humblot 2005.